# Panaeolus ater
Panaeolus ater är en svampart som först beskrevs av Jakob Emanuel Lange, och fick sitt nu gällande namn av Kühner & Romagn. 1985. Panaeolus ater ingår i släktet Panaeolus, ordningen Agaricales, klassen Agaricomycetes, divisionen basidiesvampar och riket svampar.   Inga underarter finns listade i Catalogue of Life.

## Källor

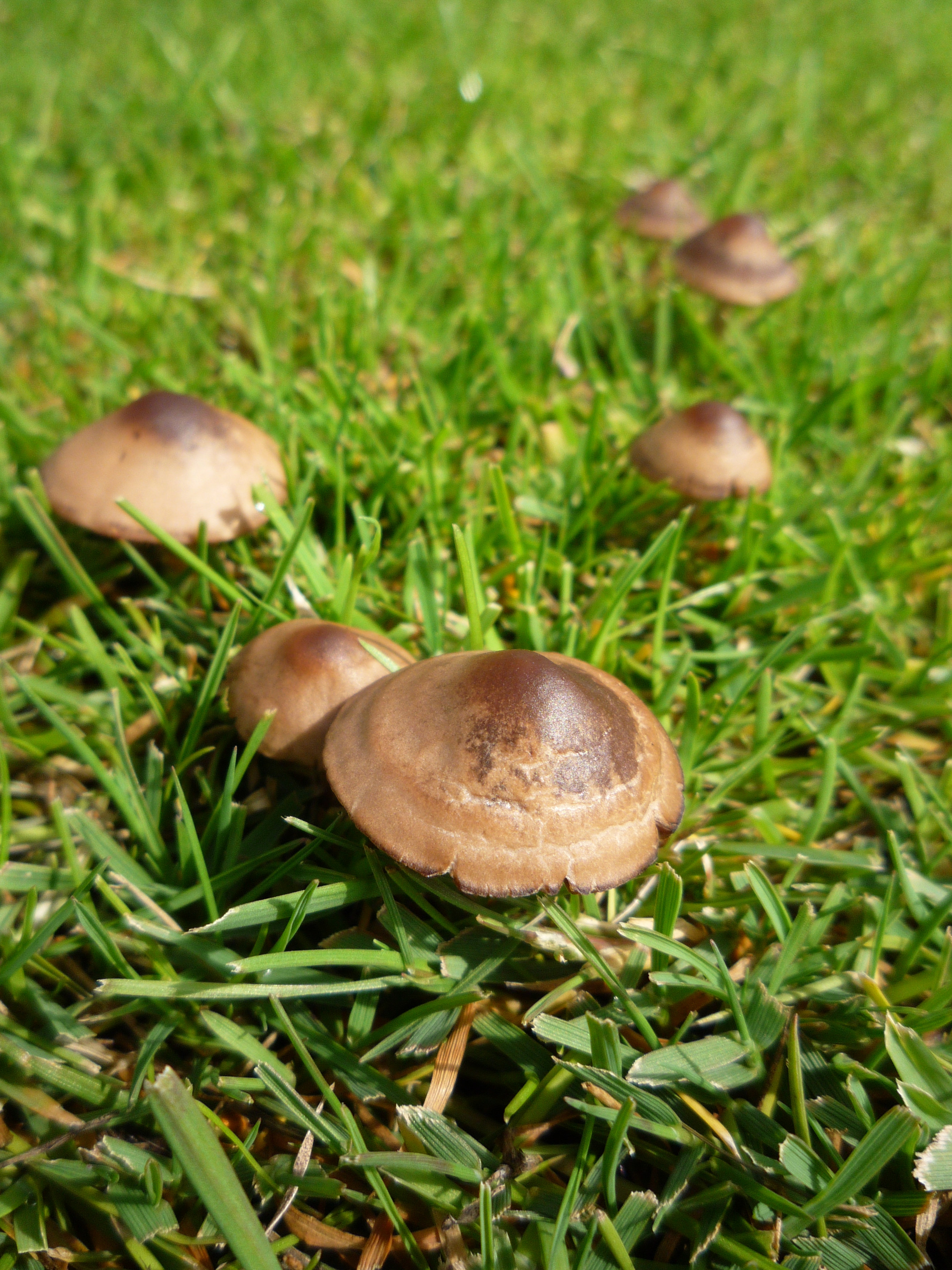